# Epper Passage Provincial Park
Der Epper Passage Provincial Park (auch Epper Passage Park) ist ein etwa 306 Hektar (ha) großer Provincial Park im Südwesten der kanadischen Provinz British Columbia, an der Westküste von Vancouver Island.
Der Park ist Teil des Kerngebietes („Core Protected“) des Clayoquot Sound Biosphere Reserve, einem von der UNESCO anerkanntem Biosphärenreservat.

## Anlage
Der Park liegt nordwestlich von Tofino, im Alberni-Clayoquot Regional District, auf zwei Inseln im Clayoquot Sound. Der Park umfasst dabei nicht nur die beiden Inseln Morfee Island und Dunlap Island, sondern auch das umgebende Meeres- und Litoralgebiet. Morfee Island ist die westliche der beiden Inseln und Dunlap Island die östlichere. Östlich der beiden Inseln liegt Meares Island und westlich von ihnen Vancouver Island, südwestlich liegt Vargas Island. Sowohl auf Meares Island wie auch auf Vargas Island liegen dem Park zugewandt Schutzgebiete anderen Typs (auf Meares Island das ƛUłpic Conservancy und auf Vargas Island das Supitsaqtuʔis Conservancy), welche ebenfalls durch BC Parks verwaltet werden.
Bei dem Provinzpark handelt es sich um ein Schutzgebiet der IUCN-Kategorie II (Nationalpark).

## Geschichte
Der Park wurde am 13. Juli 1995, als einer in einer Gruppe von rund 50 Parks, als Provincial Park in British Columbia eingerichtet. Zu den zeitgleich eingerichteten Parks gehören auch der nahe gelegenen Vargas Island Provincial Park, der Flores Island Provincial Park, der Sulphur Passage Provincial Park sowie der Dawley Passage Provincial Park.  Die Einrichtung dieser Parks war, als Folge der Unruhen in den 1980er-Jahren sowie den frühen 1990er-Jahren welche sich gegen die Kahlschlagpolitik der Forstindustrie richteten, das Ergebnis der „Clayoquot Sound Land Use Decision“.
Wie jedoch bei fast allen Provinzparks in British Columbia gilt auch für diesen, dass die Gegend, lange bevor sie von europäischen Einwanderern besiedelt oder sie Teil eines Parks wurde, in diesem Fall Jagd-, Siedlungs- und Fischfanggebiet verschiedener Gruppen der First Nations, hier verschiedener Gruppen der Nuu-chah-nulth, war.

## Flora und Fauna
Mit dem Biogeoclimatic Ecological Classification (BEC) Zoning System wird das Ökosystem von British Columbia in verschiedene biogeoklimatische Zonen eingeteilt. Biogeoklimatische Zonen zeichnen sich durch ein grundsätzlich identisches oder sehr ähnliches Klima sowie gleiche oder sehr ähnliche biologische und geologische Voraussetzungen aus. Daraus resultiert in den jeweiligen Zonen dann grundsätzlich auch ein sehr ähnlicher Bestand an Pflanzen und Tieren. Innerhalb dieser Systematik wird der Park der Coastal Western Hemlock Zone zugeordnet.
Ähnlich dem Biogeoclimatic Ecological Classification (BEC) Zoning System wird auch das maritime Ökosystem der Küstengewässer von British Columbia mit der British Columbia Marine Ecological Classification in verschiedene Ökozonen eingeteilt. Innerhalb dieser Systematik werden die Parkgewässer der Vancouver Island Shelf Marine Ecosection (VIS) zugeordnet.